# Raúl Di Blasio
Raúl Di Blasio, né le 14 novembre 1949 à Zapala, dans la province de Neuquén, en Argentine est un compositeur et un pianiste qui a été surnommé par les médias et son public « El Piano de América » . Il interprète à la fois  de la musique classiques, des musiques traditionnelles, de la variété ou du rock.

## Carrière
En 1960, il devient membre d'un groupe de rock, « Los Diabólicos » qui connait un certain succès, mais qui cesse son activité en 1973. Ses parents le pressent alors de s'inscrire à l'université de Buenos Aires afin d'en obtenir un diplôme, mais le démon de la musique le conduit à jouer du piano entre les cours, et il joue parfois, à cette époque, douze heures par jour.
At the urging of his parents he returned to university in Buenos Aires to get a degree, but the music bug had already taken hold. Between classes he practiced music, sometimes playing for 12 hours a day.
Il retourne alors à la musique classique et finit la décade en donnant des concerts dans toute l'Amérique du Sud. Au début des années 1980, il se consacre presque uniquement à l'animation d'un complexe résidentiel de Viña del Mar au Chili.
Il fait ses débuts en tant que soliste en 1982 et devient rapidement un artiste dont les disques sont renommés. En 1987, il s'installe à Miami où il publie, en 1990,  pour le label BMG le disque « El piano de América » (Le piano d'Amérique). Le second volume de cette collection, publié en 1994, dépasse le million d'exemplaires vendus.

## Discographie
- Sur de America (1991)
- Dodo Afefo (1991)
- Alrededor del Mundo (1991)
- Barroco (1991)
- En tiempo de Amor (1993)
- Piano de America (1994)
- Greatest Hits (1995)
- Latino (1995)
- Personalidad (1996)
- Grandes Exitos (1996)
- 20 de Coleccion (1996)
- Solo (1997)
- Piano De America 2 (1998)
- Desde México: El Piano De América (1998)
- Serie 2000 (2000)
- De Mis Manos (2000)
- Brasileirinho (2000)
- Di Blasio-Gardel Tango (2002)
- Bohemia Vol.1 (with José José, Marco Antonio Munis and Armando Manzanero)
- Bohemia Vol.2 (with José José, Marco Antonio Munis and Armando Manzanero)
- Di Blasio El Piano De America... Y Amigos (2003)
- Clave De Amor (with José Luis Rodríguez "el Puma" (2003))
- La Historia Del Piano de America...Los Exitos (2006)
- Christmas (2006)
- Primavera (2008)

## Sources
- (en) Jason Ankeny, « Raúl Di Blasio, biography », sur All Music, AllMusic, Goshen, NY, Netaktion LLC (consulté le 2 juillet 2021).
- (en) « Raúl Di Blasio - Biography », sur Amoeba Music (consulté le 2 juillet 2021).
- (es) Camila Mendoza, « Raul di Blasio: Las mentiras y verdades del "Piano de América" », sur Diario Las Américas, Mendoza, Miami, Las Américas Multimedia Group LLC, 23 décembre 2013.